# Aflitos (Recife)
Aflitos é um bairro nobre da zona noroeste da cidade do Recife (integra a 3ª Região Político-Administrativa da cidade) e faz limite com os bairros do Espinheiro, Graças, Encruzilhada e Rosarinho. 

## Histórico
O bairro surgiu devido a uma pequena igreja, a Capela de Nossa Senhora dos Aflitos, construída em 1762. A capela ficava em uma fazenda, que ficou conhecida como Aflitos, nome depois mantido pelo bairro.

## Edificações
No bairro dos Aflitos estão edificadas:
- a sede do Clube Náutico Capibaribe e seu estádio de futebol, Estádio Eládio de Barros Carvalho, conhecido por Estádio dos Aflitos;
- a sede do The British Country Club de Pernambuco;
- a Paróquia Coração Eucarístico de Jesus;
- a sede da Igreja Episcopal Carismática do Brasil;
- a sede do Conselho Regional de Medicina de Pernambuco (CREMEPE).

## Dados
- IDH: 0,933 (2000)[3]

- Área Territorial (hectare): 30,6 [4]

- População Residente (2000): 4.382 hab

- População Residente por Sexo:
  - Masculina: 1.956
  - Feminina: 2.426

- População por Faixa Etária:
  - 0 - 4 anos: 214
  - 5 - 14 anos: 647
  - 15 - 39 anos: 1.778
  - 40 - 59 anos: 1.180
  - 60 anos e mais: 563

- Taxa de Alfabetização da População de 15 anos e mais: 99,15 %

- Densidade:
  - Demográfica (Habitante/Hectare): 143,17
  - Domiciliar (Habitante/Domicílio): 3,33

- Proporção de Mulheres Responsáveis Pelo Domicílio: 32,85 %

- Quantitativo de Imóveis por Uso (IPTU/Sec. de Finanças):
  - Imóveis Residenciais: 1.753
  - Imóveis não Residenciais: 176
  - Terrenos: 291